# Gogó Andreu

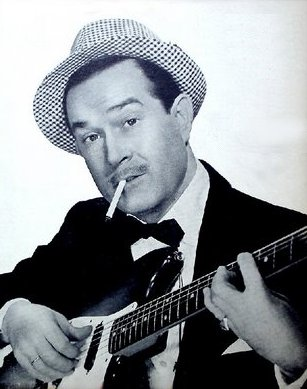
Gogó Andreu in 1962

Gogó Andreu, pseudoniem van Ricardo César Andreu (Buenos Aires, 27 juli 1919 – aldaar, 1 mei 2012), was een Argentijns acteur, schrijver en komiek.

## Films
- 1935: El alma del bandoneón.
- 1938: El casamiento de Chichilo.
- 1941: Yo quiero morir contigo.
- 1942: El viejo Hucha.
- 1942: 27 millones.
- 1943: Juvenilia.
- 1943: La guerra la gano yo.
- 1946: La tía de Carlos.
- 1947: La mujer más honesta del mundo
- 1947: Lucrecia Borgia.
- 1947: El hombre del sábado.
- 1948: La locura de don Juan.
- 1951: Ritmo, sal y pimienta.
- 1951: El mucamo de la niña.
- 1952: ¡Qué rico el mambo!.
- 1953: La mano que aprieta.
- 1953: Los tres mosquiteros.
- 1953: Suegra último modelo.
- 1954: La cueva de Alí Babá.
- 1955: El fantasma de la opereta.
- 1955: Escuela de sirenas... y tiburones.
- 1955: Mi marido hoy duerme en casa.
- 1956: De noche también se duerme.
- 1966: Hotel alojamiento.
- 1972: Disputas en la cama.
- 1976: La guerra de los sostenes.
- 1977: La nueva cigarra.
- 1977: Un toque diferente.
- 1978: La fiesta de todos.
- 1979: Hotel de señoritas.
- 1980: Tiro al aire.
- 1984: Cuarteles de invierno.
- 1985: El telo y la tele.
- 1986: Te amo.
- 1995: El cóndor de oro.
- 1999: Ángel, la diva y yo.
- 2002: Un día de suerte.
- 2003: India Pravile.
- 2005: Géminis.
- 2009: Papá por un día.

### Musical
- 1947: Santos Vega vuelve.